# China Star
A China Star egy nagysebességű kínai villamos motorvonat.

## Története
A China Star (Kínai csillag: 中华之星) egy Kínában tervezett és gyártott kísérleti nagysebességű vonat. Ez egy ingavonat, amit a DJJ1 Blue Arrow nagysebességű vonatból fejlesztett ki a Zhuzhou Electric Locomotive Works. A szerelvény két mozdonyból (vonófejből) és kilenc személykocsiból áll. A prototípus 2002-ben készült el. 270 km/h maximális sebességre tervezték, majd 2002 végén egy rekordkísérletnél  egy próbamenet alatt 321 km/h sebességét ért el az újonnan épített Csinhuangtao–Senjang nagysebességű vasútvonalon, felállítva a kínai vasúti sebességrekordot. Mindazonáltal ismeretlen okok miatt a vonat nem került sorozatgyártásra. Csak a prototípus készült el. A vonat 2005-ben menetrend szerinti személyforgalomba került, de csak korlátozott, 160 km/h sebességgel. A nagysebességű közlekedésben végül is a CRH vonatok kerültek, így a China Star sorsa is megpecsételődött
2007-ben a motorvonatot lezárták és a kivonták a forgalomból.
Egy motorkocsiját és három személykocsiját a Kínai Vasúti Múzeumba szállították, ahol kiállították. Ez lett az első nagysebességű vonat, amelyet múzeumban állítottak ki Kínában.